# 태안여자중학교
태안여자중학교(泰安女子中學校)는 대한민국 충청남도 태안군 태안읍 동문리에 있는 공립 중학교이다.

## 학교 연혁
- 1970년 12월 8일 : 개교
- 2024년 2월 7일 : 제54회 137명 졸업(총 졸업생 수 12,146명)
- 2024년 3월 1일 : 제23대 박정희 교장 부임
- 2024년 3월 4일 : 신입생 114명 입학

## 참고 자료
- 태안여자중학교 - 한국교육학술정보원 학교알리미